# Jack Harvey
Jack Harvey (Bassingham, Lincolnshire, Inglaterra, Reino Unido; 15 de abril de 1993) es un piloto de automovilismo británico.
Harvey fue campeón de la Fórmula 3 Británica en 2012. Al año siguiente ascendió a la GP3 Series con ART Grand Prix, logrando dos triunfos y el quinto lugar en el campeonato.
En 2014 y 2015, compitió en la Indy Lights con el equipo Schmidt Peterson Motorsports, siendo subcampeón en sus dos años. Desde 2017 a la actualidad corre en la IndyCar Series.

## Resumen de carrera
| Temporada | Categoría                                   | Equipo                                         | Carreras | Victorias | Poles | VR | Podios | Puntos | Pos. |
| --------- | ------------------------------------------- | ---------------------------------------------- | -------- | --------- | ----- | -- | ------ | ------ | ---- |
| 2009      | Fórmula BMW Europa                          | Fortec Motorsport                              | 16       | 1         | 2     | 1  | 1      | 149    | 7.º  |
| 2009      | Fórmula BMW Pacífico                        | Eurasia Motorsport                             | 2        | 0         | 0     | 0  | 0      | 0      | NC†  |
| 2010      | Fórmula BMW Europa                          | Fortec Motorsport                              | 14       | 7         | 8     | 7  | 13     | 372    | 2.º  |
| 2011      | Fórmula 3 Británica                         | Carlin                                         | 30       | 1         | 0     | 1  | 5      | 112    | 9.º  |
| 2011      | Trofeo Internacional de Fórmula 3 de la FIA | Carlin                                         | 2        | 0         | 0     | 0  | 0      | 0      | NC†  |
| 2012      | Fórmula 3 Británica                         | Carlin                                         | 29       | 7         | 9     | 5  | 12     | 319    | 1.º  |
| 2012      | Campeonato Europeo de Fórmula 3 de la FIA   | Carlin                                         | 6        | 0         | 0     | 0  | 0      | 0      | NC†  |
| 2012      | Fórmula 3 Euroseries                        | Carlin                                         | 3        | 0         | 0     | 0  | 0      | 0      | NC†  |
| 2013      | GP3 Series                                  | ART Grand Prix                                 | 16       | 2         | 0     | 1  | 3      | 114    | 5.º  |
| 2014      | Indy Lights                                 | Schmidt Peterson Motorsports                   | 14       | 4         | 2     | 3  | 10     | 547    | 2.º  |
| 2015      | Indy Lights                                 | Schmidt Peterson Motorsports                   | 16       | 2         | 3     | 3  | 8      | 330    | 2.º  |
| 2017      | IndyCar Series                              | Michael Shank Racing with Andretti Autosport   | 1        | 0         | 0     | 0  | 0      | 57     | 28.º |
| 2017      | IndyCar Series                              | Schmidt Peterson Motorsports                   | 2        | 0         | 0     | 0  | 0      | 57     | 28.º |
| 2018      | IndyCar Series                              | Meyer Shank Racing with Schmidt Peterson       | 6        | 0         | 0     | 0  | 0      | 103    | 24.º |
| 2019      | IndyCar Series                              | Meyer Shank Racing with Arrow Schmidt Peterson | 10       | 0         | 0     | 0  | 1      | 186    | 21.º |
| 2020      | IndyCar Series                              | Meyer Shank Racing                             | 14       | 0         | 0     | 0  | 0      | 288    | 15.º |
| 2021      | IndyCar Series                              | Meyer Shank Racing                             | 16       | 0         | 0     | 1  | 0      | 308    | 13.º |
| 2022      | IndyCar Series                              | Rahal Letterman Lanigan Racing                 | 16       | 0         | 0     | 0  | 0      | 209    | 22.º |
| 2023      | IndyCar Series                              | Rahal Letterman Lanigan Racing                 | 14       | 0         | 0     | 0  | 0      | 146    | 24.º |
| 2024      | IndyCar Series                              | Dale Coyne Racing                              | 14       | 0         | 0     | 0  | 0      | 143    | 25.º |
| Fuente:   |                                             |                                                |          |           |       |    |        |        |      |

- † Era piloto invitado, por lo que no sumó puntos.

## Resultados

### GP3 Series
(Clave) (negrita indica pole position) (cursiva indica vuelta rápida puntuable)

| Año  | Escudería      | 1   | 1   | 2   | 2   | 3   | 3   | 4   | 4   | 5   | 5   | 6   | 6   | 7   | 7   | 8   | 8   | Pos. | Puntos | Ref.  |
| ---- | -------------- | --- | --- | --- | --- | --- | --- | --- | --- | --- | --- | --- | --- | --- | --- | --- | --- | ---- | ------ | ----- |
| 2013 | ART Grand Prix | BAR | BAR | VAL | VAL | SIL | SIL | NÜR | NÜR | BUD | BUD | SPA | SPA | MNZ | MNZ | YMC | YMC | 5.º  | 114    | [ 3 ] |
| 2013 | ART Grand Prix | 6   | 6   | 10  | 12  | 1   | 7   | 3   | 10  | 4   | 5   | Ret | Ret | 7   | 1   | 5   | 4   | 5.º  | 114    | [ 3 ] |

### Indy Lights
(Clave) (negrita indica pole position) (cursiva indica vuelta rápida)

| Año     | Escudería                    | 1     | 2     | 3      | 4     | 5     | 6     | 7      | 8      | 9     | 10    | 11    | 12    | 13     | 14     | 15    | 16    | Pos. | Puntos |
| ------- | ---------------------------- | ----- | ----- | ------ | ----- | ----- | ----- | ------ | ------ | ----- | ----- | ----- | ----- | ------ | ------ | ----- | ----- | ---- | ------ |
| 2014    | Schmidt Peterson Motorsports | STP 3 | LBH 4 | ALA 3  | ALA 5 | IMS 3 | IMS 2 | INDY 5 | POC 3  | TOR 3 | MDO 1 | MDO 1 | MIL 5 | SNM 1  | SNM 1  |       |       | 2.º  | 547    |
| 2015    | Schmidt Peterson Motorsports | STP 2 | STP 2 | LBH 10 | ALA 2 | ALA 2 | IMS 1 | IMS 5  | INDY 1 | TOR 2 | TOR 2 | MIL 4 | IOW 5 | MDO 11 | MDO 10 | LAG 5 | LAG 9 | 2.º  | 330    |
| Fuente: |                              |       |       |        |       |       |       |        |        |       |       |       |       |        |        |       |       |      |        |

### IndyCar Series
(Clave) (negrita indica pole position) (cursiva indica vuelta rápida)

| Año     | Escudería                                                | Motor     | 1      | 2       | 3      | 4      | 5      | 6       | 7      | 8      | 9      | 10     | 11     | 12      | 13     | 14     | 15     | 16     | 17     | 18     | Pos. | Puntos |
| ------- | -------------------------------------------------------- | --------- | ------ | ------- | ------ | ------ | ------ | ------- | ------ | ------ | ------ | ------ | ------ | ------- | ------ | ------ | ------ | ------ | ------ | ------ | ---- | ------ |
| 2017    | Michael Shank Racing w/ Andretti Autosport               | Honda     | STP    | LBH     | ALA    | PHX    | IMS    | INDY 31 | DET    | DET    | TXS    | ROA    | IOW    | TOR     | MDO    | POC    | GTW    |        |        |        | 28.º | 57     |
| 2017    | Schmidt Peterson Motorsports                             | Honda     |        |         |        |        |        |         |        |        |        |        |        |         |        |        |        | WGL 14 | SNM 18 |        | 28.º | 57     |
| 2018    | Michael Shank Racing w/ Schmidt Peterson Motorsports     | Honda     | STP 23 | PHX     |        |        |        |         |        |        |        |        |        |         |        |        |        |        |        |        | 24.º | 103    |
| 2018    | Meyer Shank Racing w/ Schmidt Peterson Motorsports       | Honda     |        |         | LBH 12 | ALA    | IMS    | INDY 16 | DET    | DET    | TXS    | ROA    | IOW    | TOR     | MDO 20 | POC    | GTW    | POR 16 | SNM 17 |        | 24.º | 103    |
| 2019    | Meyer Shank Racing w/ Arrow Schmidt Peterson Motorsports | Honda     | STP 10 | COA 10  | ALA 13 | LBH 22 | IMS 3  | INDY 21 | DET    | DET    | TXS    | ROA 15 | TOR    | IOW     | MDO 10 | POC    | GTW    | POR 19 | LAG 19 |        | 21.º | 186    |
| 2020    | Meyer Shank Racing                                       | Honda     | TXS 16 | IMS 17  | ROA 23 | ROA 17 | IOW 7  | IOW 7   | INDY 9 | GTW 11 | GTW 13 | MDO 7  | MDO 12 | IMS 8   | IMS 6  | STP 19 |        |        |        |        | 15.º | 288    |
| 2021    | Meyer Shank Racing                                       | Honda     | ALA 11 | STP 4   | TXS 7  | TXS 17 | IMS 23 | INDY 18 | DET 16 | DET 19 | ROA 17 | MDO 19 | NSH 15 | IMS 6   | GTW 10 | POR 4  | LAG 15 | LBH 7  |        |        | 13.º | 308    |
| 2022    | Rahal Letterman Lanigan Racing                           | Honda     | STP 13 | TXS Wth | LBH 15 | ALA 18 | IMS 13 | INDY 24 | DET 15 | ROA 13 | MDO 20 | TOR 19 | IOW 18 | IOW 20  | IMS 20 | NSH 10 | GTW 24 | POR 15 | LAG 20 |        | 22.º | 209    |
| 2023    | Rahal Letterman Lanigan Racing                           | Honda     | STP 22 | TXS 18  | LBH 13 | ALA 24 | IMS 20 | INDY 18 | DET 17 | ROA 26 | MDO 18 | TOR 24 | IOW 18 | IOW 19  | NSH 24 | IMS 14 | GAT    | POR    | LAG    |        | 24.º | 146    |
| 2024    | Dale Coyne Racing                                        | Honda     | STP 17 | THE     | LBH 25 | ALA 13 | IGP 19 | INDY    | DET 17 | ROA 25 | LAG 25 | MDO 26 | IOW 25 | IOW Wth | TOR    | GAT 20 | POR 24 | MIL 16 | MIL 14 | NSH 13 | 25.º | 143    |
| 2025    | DRR-Cusick Motorsports                                   | Chevrolet | STP    | THE     | LBH    | ALA    | IGP    | INDY 19 | DET    | GAT    | ROA    | MDO    | IOW    | IOW     | TOR    | LAG    | POR    | MIL    | NSH    |        | 31.º | 12     |
| Fuente: |                                                          |           |        |         |        |        |        |         |        |        |        |        |        |         |        |        |        |        |        |        |      |        |